# Lilandsfjorden
Lilandsfjorden er navnet på den østlige af Skotsfjorden i Steigen kommune i Nordland fylke i Norge. Det er den del  som går fra  øst for Keipneset, til bebyggelsen Liland, en længde på 2,3 kilometer. Fra Lilandsfjorden går de to korte fjordarme Mølnpollen, i nord- og sydøstlig retning fra Lilandsstraumen, og Sagpollen der går  i sydlig retning fra Storneset.
En lokal vej går fra  Fylkesvej 636 rundt  langs nord- og østsiden af Lilandsfjorden til bebyggelserne i Innerskotsfjord og Liland.